# Leucula meganira
Leucula meganira är en fjärilsart som beskrevs av Druce 1892. Leucula meganira ingår i släktet Leucula och familjen mätare. Inga underarter finns listade i Catalogue of Life.